# Lwiswishi (rivière)
Pour les articles homonymes, voir Lwiswishi.
La Lwiswishi, aussi écrit Luiswishi, est une rivière du Haut-Katanga en république démocratique du Congo et un affluent de la Kafubu, traversant le territoire de Kipushi d’ouest en est, et le séparant de la commune Annexe de Lubumbashi. Sa source est au nord de Lubumbashi, près de la mine de Luiswishi.